# کاولسدورف (زاال)
کاولسدورف (به آلمانی: Kaulsdorf) یک شهر در آلمان است که در تورینگن واقع شده‌است. کاولسدورف ۲٬۹۲۴ نفر جمعیت دارد.